# Portishead (album)
Pour les articles homonymes, voir Portishead.
Albums de Portishead
Dummy
(1994) Roseland NYC Live
(1998)
Portishead est le deuxième album du groupe éponyme, sorti le 30 septembre 1997 chez GO! Beat Records.

## Liste des titres
Tous les titres sont écrits par Portishead (Beth Gibbons, Adrian Utley, Geoff Barrow), sauf mention contraire.
1. Cowboys (Barrow / Gibbons) – 4:38
2. All Mine – 3:59
3. Undenied (Barrow / Gibbons) – 4:18
4. Half Day Closing – 3:49
5. Over – 4:00
6. Humming – 6:02
7. Mourning Air – 4:11
8. Seven Months – 4:15
9. Only You (Barrow / Gibbons / Utley / Ken Thorne / The Pharcyde [Tré Slim Kid Hardson / Derrick Fat Lip Stewart]) – 4:59
10. Elysium – 5:54
11. Western Eyes – 3:57

## Divers
- La musique utilisée pour les samples dans l'album a été enregistrée par Adrian Utley et Geoff Barrow.